# Thonzylamine
Thonzylamine (hoặc neohetramine)  là một thuốc kháng histamine và kháng cholinergic được sử dụng như một thuốc chống ngứa.

## Tổng hợp

Tổng hợp Thonzylamine: HL Friedman và A, V. Tolstouhov, (1949).